# Gelbe Weiden
Gelbe Weiden (oberfränkisch: Gelba Waidn) ist ein Gemeindeteil der Großen Kreisstadt Kulmbach im  Landkreis Kulmbach (Oberfranken, Bayern). Gelbe Weiden liegt in der Gemarkung Mangersreuth.

## Geografie
Der ehemalige Weiler ist mittlerweile als Ortsstraße des Gemeindeteils Herlas aufgegangen. Diese liegt am Fuße des bewaldeten Höhenrückens Rangen (525 m ü. NHN, 1,4 km nordöstlich). Im Norden befindet sich ein ehemaliger Muschelkalkbruch, der als Geotop ausgezeichnet ist.

## Geschichte
Der Ort wurde 1692 als „Gelbe Weiden“ erstmals urkundlich erwähnt. Es handelt sich um eine Ausbausiedlung von Forstlahm. Der Ortsname leitet sich von einem Flurnamen ab, mit der eine Gruppe von Weidenbäumen bezeichnet wurde.
Gegen Ende des 18. Jahrhunderts bestand Gelbe Weiden aus einem Anwesen. Das Hochgericht übte das bayreuthische Stadtvogteiamt Kulmbach aus. Die Grundherrschaft über die Sölde hatte das Kastenamt Kulmbach.
Von 1797 bis 1810 unterstand der Ort dem Justiz- und Kammeramt Kulmbach. Mit dem Gemeindeedikt wurde Gelbe Weiden dem 1811 gebildeten Steuerdistrikt Gößmannsreuth zugewiesen. 1812 erfolgte die Überweisung an den Steuerdistrikt Mangersreuth und der neu gebildeten gleichnamigen Ruralgemeinde.  Am 1. April 1946 wurde Gelbe Weiden nach Kulmbach eingegliedert.

### Einwohnerentwicklung
| Jahr      | 001818 | 001861 | 001871 | 001885 | 001900 | 001925 | 001950 | 001961 | 001970 | 001987 |
| Einwohner | 5      | 16     | 12     | 13     | 17     | 22     | 22     | 14     | 33     | *      |
| Häuser    | 1      |        |        | 2      | 3      | 3      | 3      | 3      |        | *      |
| Quelle    | [ 7 ]  | [ 11 ] | [ 12 ] | [ 13 ] | [ 14 ] | [ 15 ] | [ 16 ] | [ 17 ] | [ 18 ] | [ 19 ] |

## Religion
Gelbe Weiden ist evangelisch-lutherisch geprägt und nach Unsere Liebe Frau in Mangersreuth gepfarrt.